# オーストラリア翻訳・通訳資格認定機関
オーストラリア翻訳・通訳資格認定機関 （NAATI、英: National Accreditation Authority for Translators and Interpreters）は、オーストラリア政府により1977年に設立された、翻訳・通訳の語学検定を実施する国家機関。

## 認定の等級
4つの等級で認定されている。
- 等級2
  - Paraprofessional Translator
  - Paraprofessional Interpreter
- 等級3
  - Translator
  - Interpreter
- 等級4
  - Advanced Translator
  - Conference Interpreter
- 等級5
  - Advanced Translator (Senior)
  - Conference Interpreter (Senior)

## オーストラリア翻訳・通訳資格認定機関で評価される言語
アルバニア語、アムハラ語、アラビア語、アルメニア語、アッシリア現代アラム語、オーズラン（オーストラリア手話）、ベンガル語、ボスニア語、ブルガリア語、ビルマ語、広東語、カルデア現代アラム語、中国語 (翻訳のみ)、クロアチア語、チェコ語、ダリー語、ディンカ語、オランダ語、英語 (翻訳のみ)、フィリピン語、フィンランド語、フランス語、ドイツ語、ギリシャ語、客家語 (通訳のみ)、ハザラギ語、ヒンディー語、ハンガリー語、インドネシア語、イタリア語、日本語、クメール語、韓国語、南部クルド語、クルマンジー、ソラニー、ラオ語、マケドニア語、マレー語、マルタ語、北京官話、ネパール語、ヌエル語、オロモ語、ペルシア語、ポーランド語、ポルトガル語、パンジャブ語、パシュトー語、ロヒンギャ語、ルーマニア語、ロシア語、サモア語、セルビア語、シンハラ語、スロバキア語、ソマリ語、スペイン語、スワヒリ語、タミル語、テトゥン語 (通訳のみ)、タイ語、ティグリニャ語、トンガ語、トルコ語、ウクライナ語、ウルドゥー語、ベトナム語